# Tooms River
Der Tooms River ist ein Fluss im Osten des australischen Bundesstaates Tasmanien.

## Geografie

### Flusslauf
Der etwas mehr als neun Kilometer lange Tooms River entsteht im Tooms Lake, rund 80 Kilometer nordnordöstlich von Hobart. Von dort fließt er durch vollkommen unbesiedeltes Gebiet nach West-Nordwesten und mündet ungefähr acht Kilometer weiter in den Macquarie River.

### Durchflossene Seen
Er durchfließt folgende Seen/Stauseen/Wasserlöcher:
- Tooms Lake – 469 m